# Sèvres - Lecourbe (métro de Paris)
Sèvres - Lecourbe est une station de la ligne 6 du métro de Paris, située dans le 15e arrondissement de Paris.

## Situation
Établie en aérien, la station surplombe le terre-plein central du boulevard Garibaldi, à l'ouest de la place Henri-Queuille (carrefour avec les rues de Sèvres et Lecourbe, l'avenue de Breteuil et le boulevard Pasteur), soit à l’emplacement de l’ancienne barrière de Sèvres du mur des Fermiers généraux. Approximativement orientée selon un axe nord-ouest/sud-est, elle s'intercale entre les stations Cambronne et Pasteur, tout en étant géographiquement très proche de la station Ségur sur la ligne 10.

## Histoire
La station est ouverte le 24 avril 1906 avec la mise en service du tronçon entre Passy et Place d'Italie de la ligne 2 Sud. Elle est alors nommée Avenue de Suffren du fait de son implantation au débouché de l'avenue de Suffren, laquelle rend hommage à Pierre André de Suffren (1726-1788), bailli et commandeur de l’Ordre de Saint-Jean de Jérusalem, qui s’illustra comme chef d’escadre, aux Indes et en Amérique, contre les Anglais. Le 17 octobre 1907, la ligne 2 Sud est absorbée par la ligne 5, qui relie alors Étoile (aujourd'hui Charles de Gaulle - Étoile) à Lancry (actuelle Jacques Bonsergent). Le lendemain, la station est renommée une première fois pour devenir Rue de Sèvres, patronyme qu'elle tire de sa situation au débouché de ladite rue, qui elle-même tient son nom du fait qu'elle menait à la commune de Sèvres. En novembre 1913, elle change à nouveau de nom au profit de Sèvres - Lecourbe afin de souligner sa proximité avec la rue Lecourbe, laquelle prolonge la rue de Sèvres sur le tracé d’une voie romaine reliant Lutèce à Savara (Sèvres), et honore le général Claude Jacques Lecourbe (1758-1815) qui combattit sous la Révolution à Fleurus (1794) puis à Zurich (1799). Destitué en 1801, il devint comte chez les Bourbons (1814), mais se rallia à Napoléon de retour de l’île d'Elbe. Du 17 mai au 6 décembre 1931, le tronçon entre Place d'Italie et Étoile de la ligne 5 est intégré temporairement à la ligne 6, laquelle relie alors Étoile à Nation. La section absorbée lui est définitivement cédée le 6 octobre 1942.
Durant l'été 2014, l'ensemble des verrières au-dessus des voies ont été renouvelées et l'éclairage des quais modernisé.
En 2019, 1 957 206 voyageurs sont entrés à cette station ce qui la place à la 246e position des stations de métro pour sa fréquentation sur 302,.
En 2020, avec la crise du Covid-19, 923 347 voyageurs sont entrés dans cette station, ce qui la place à la 251e position des stations de métro pour sa fréquentation.
En 2021, la fréquentation remonte progressivement, avec 1 257 040 voyageurs qui sont entrés dans cette station ce qui la place à la 257e position des stations de métro pour sa fréquentation sur 304,.

## Services aux voyageurs

### Accès
La station dispose d'un unique accès intitulé « boulevard Garibaldi », débouchant sur le terre-plein central de ce boulevard au droit du no 94. Il s'ouvre sur un espace commun sous le viaduc d'où l'accès aux quais s'effectue au moyen d'escaliers fixes ou mécaniques montants.

### Quais
Sèvres - Lecourbe est une station aérienne de configuration standard : elle possède deux quais séparés par les voies du métro, le tout couvert d'une verrière dans le style des marquises des gares de l'époque. Les piédroits verticaux sont recouverts de carreaux en céramique blancs biseautés côté intérieur, et de briques dessinant des motifs géométriques côté extérieur. Les cadres publicitaires sont en céramique blanche et le nom de la station est inscrit en lettres capitales sur plaques émaillées fixées à la charpente métallique. Les sièges sont de style « Motte » de couleur rouge. L'éclairage est semi-direct, projeté au sol par des plafonniers bleus, sur les piédroits par des tubes en partie dissimulés et sur la charpente par des projecteurs de lumière bleue. Les accès s'effectuent par l'extrémité orientale.

### Intermodalité
La station est desservie par les lignes 39, 70 et 89 du réseau de bus RATP et, la nuit, par les lignes N12, N13, N61 et N62 du réseau Noctilien.

## Au cinéma
Une scène du film La Vengeance dans la peau de Paul Greengrass (2007) est tournée à la sortie de la station.

## À proximité
- Lycée Buffon
- Hôpital Necker-Enfants malades

Galerie de photographies
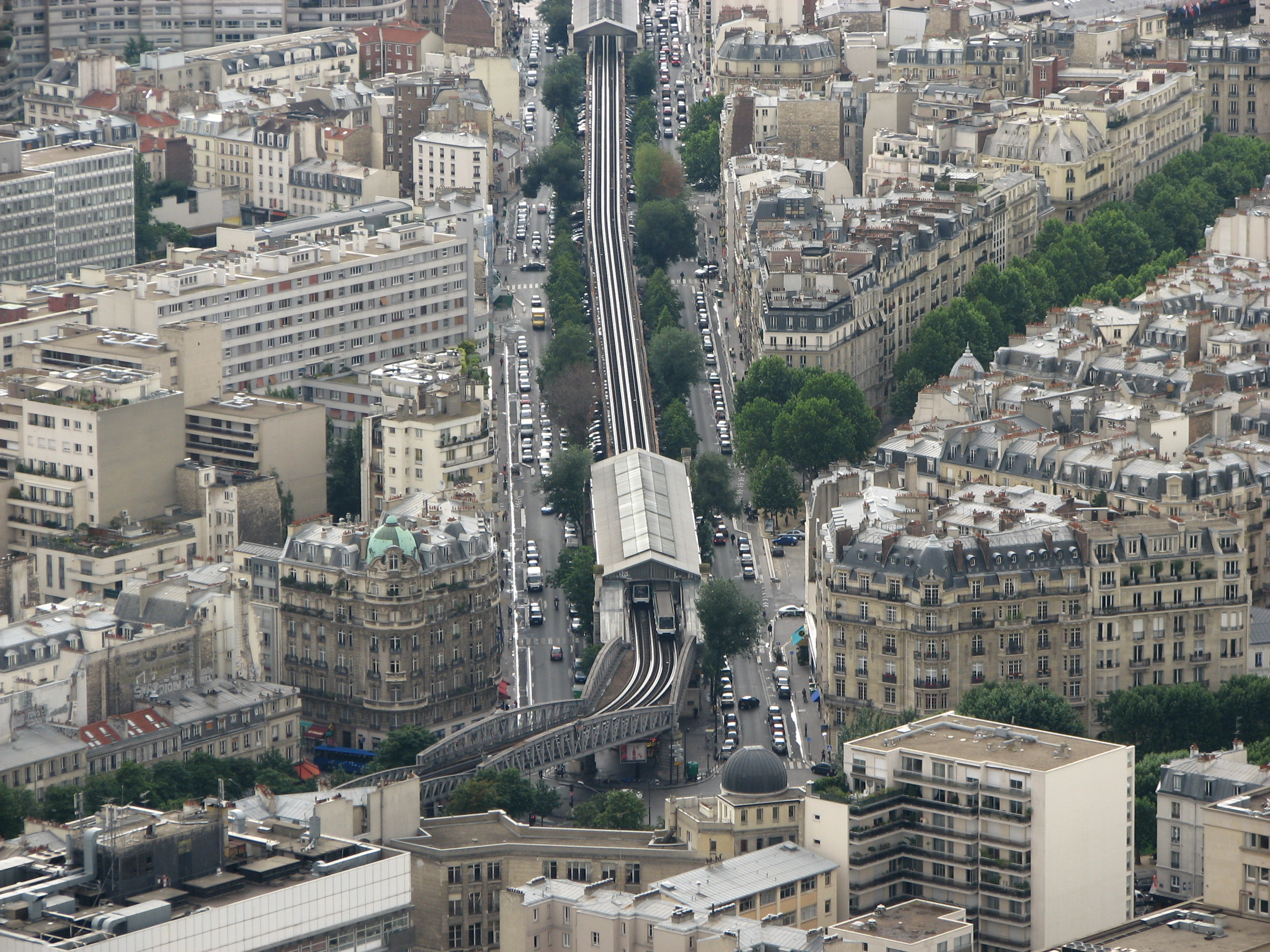
Vue aérienne de la station depuis la tour Montparnasse.
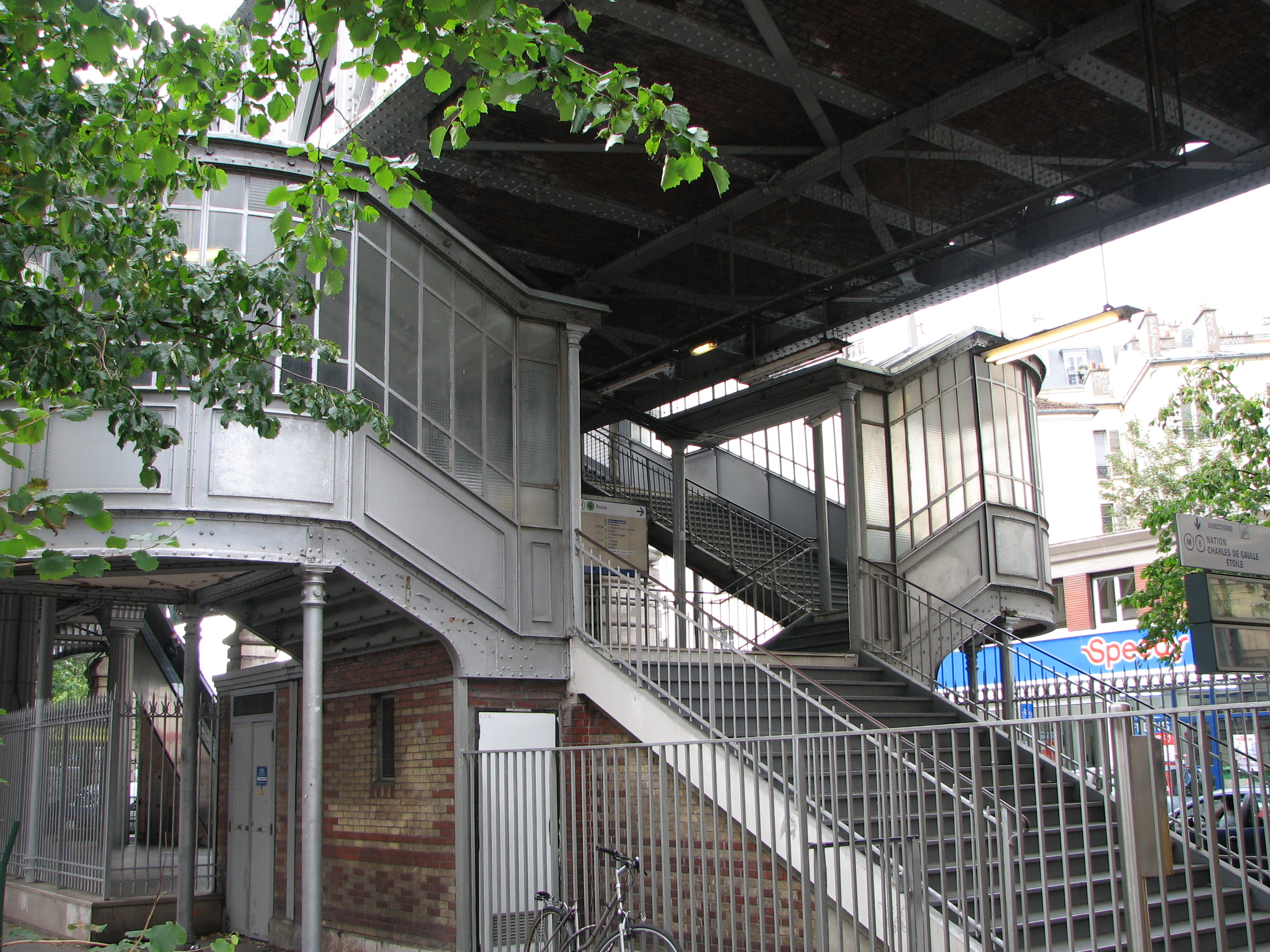
Escaliers montant vers les quais.
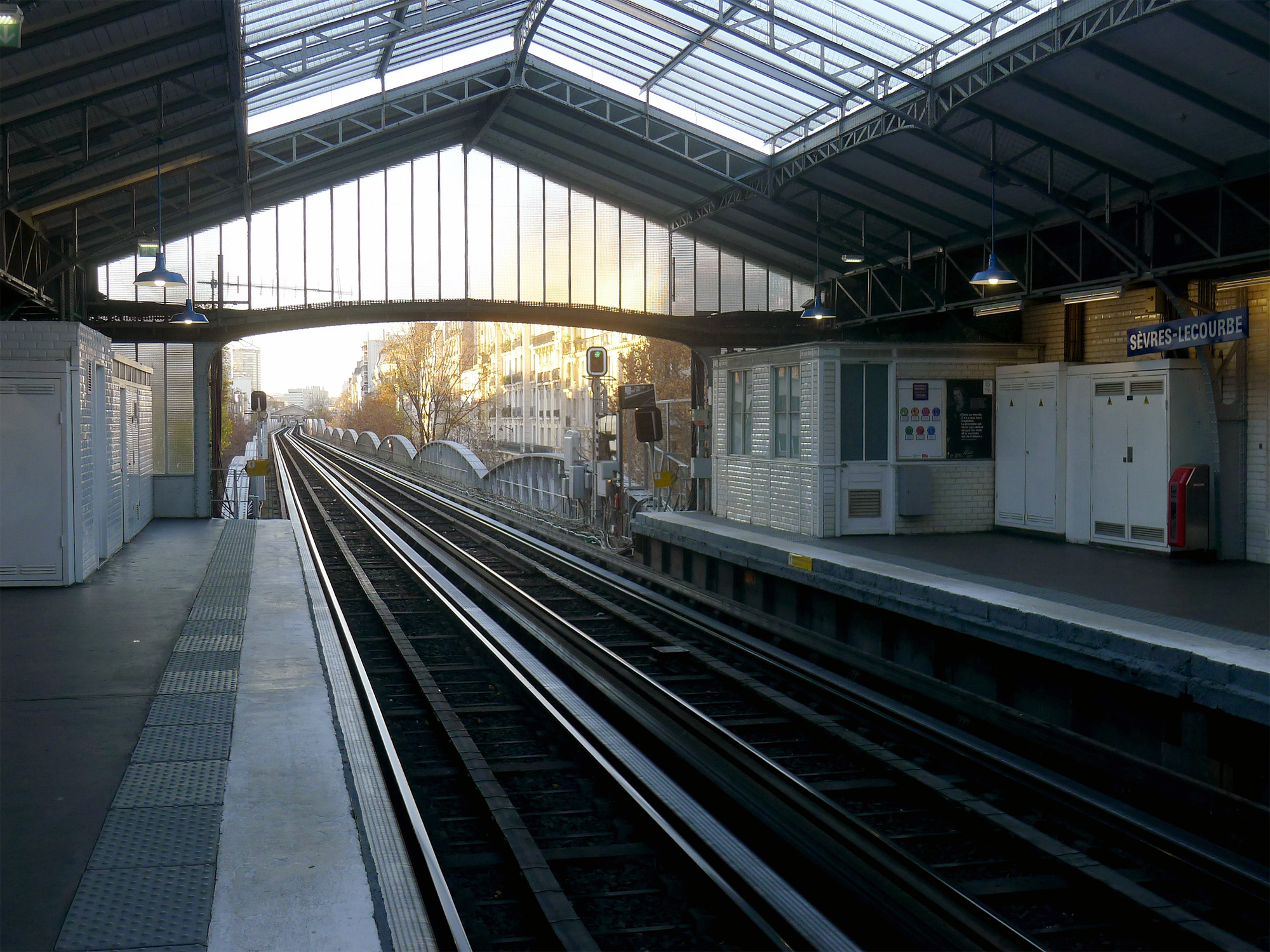
Intérieur de la station.
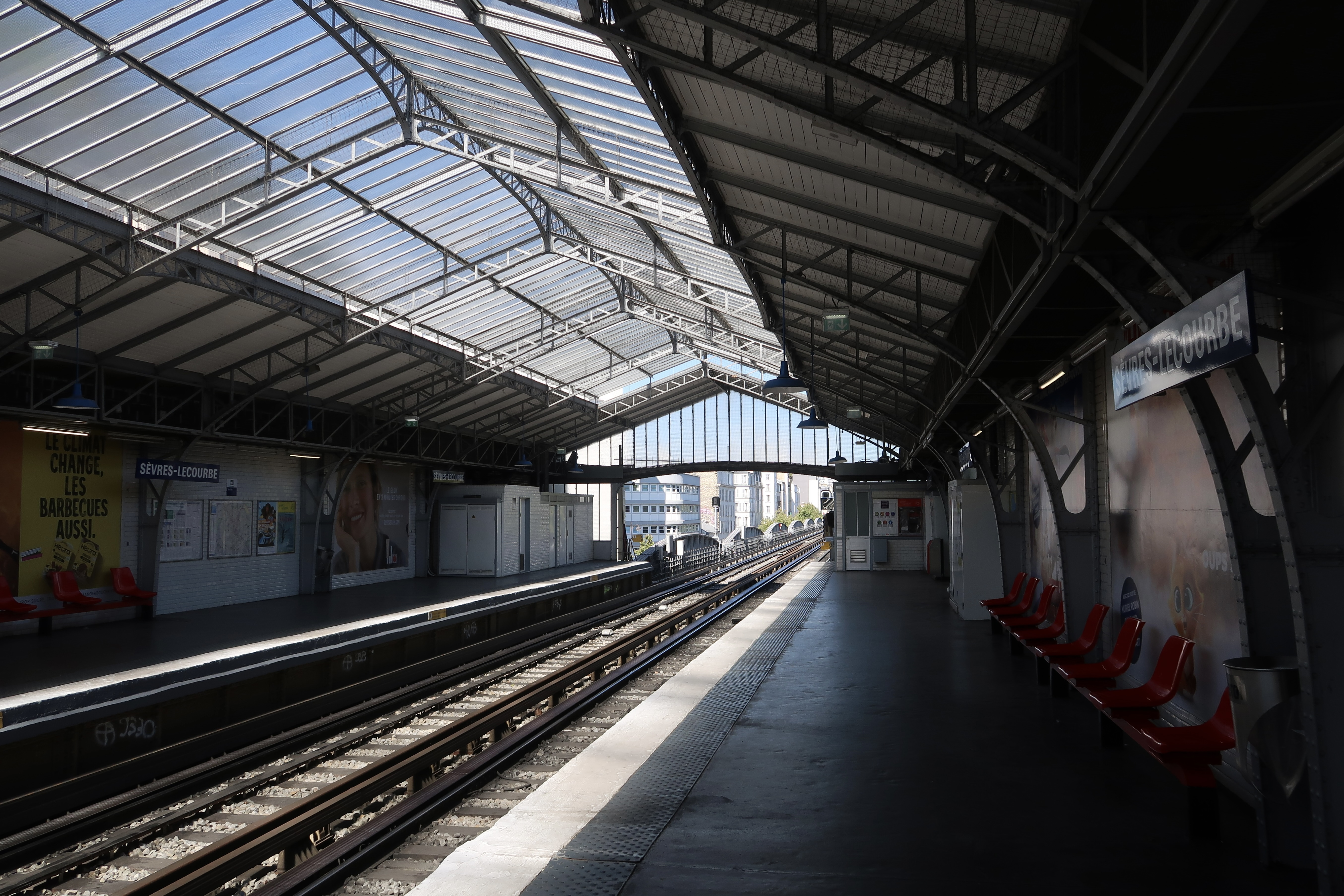
Quais et verrière.
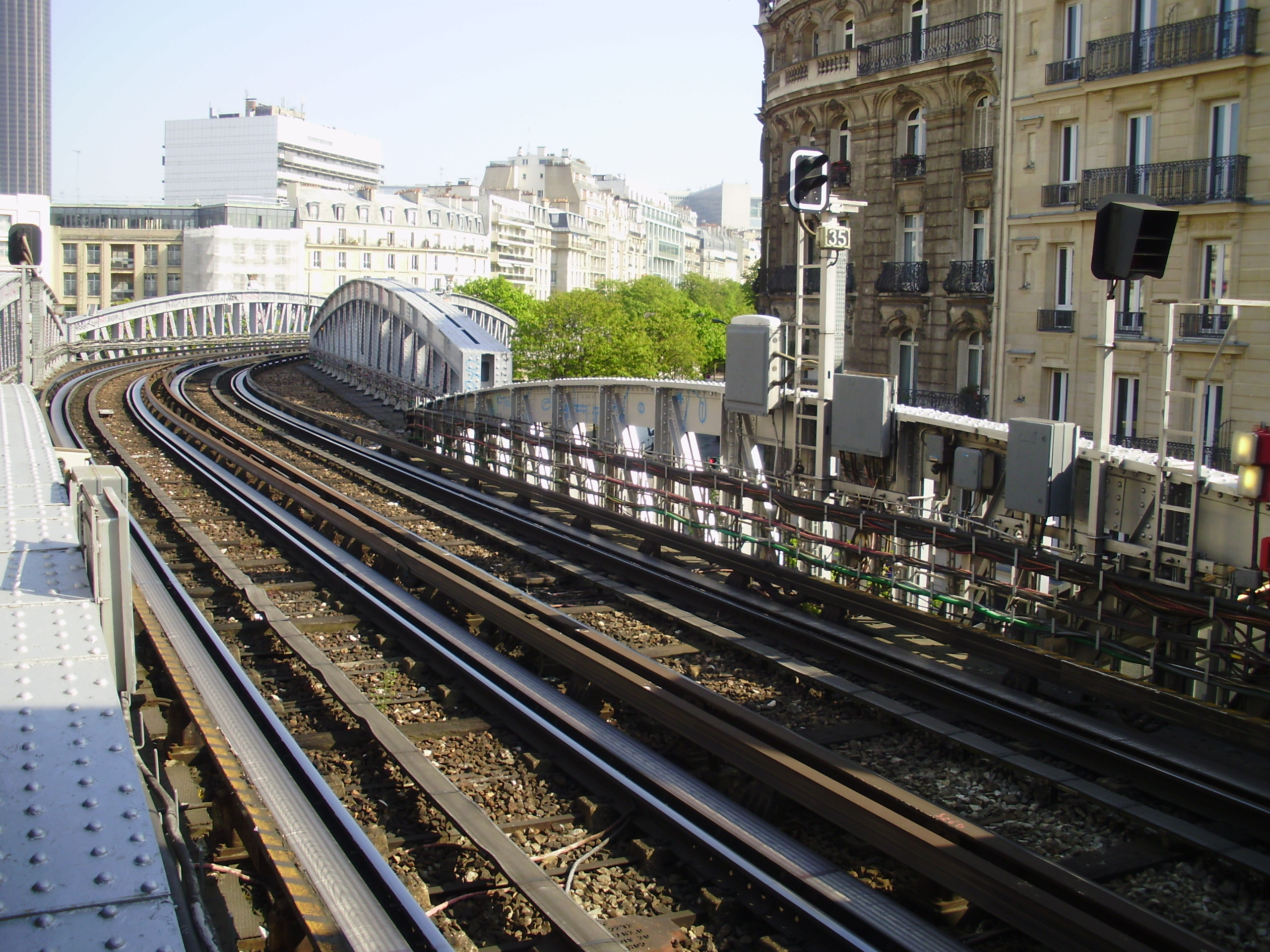
Virage de la ligne 6 à la sortie est de la station en direction de Pasteur.
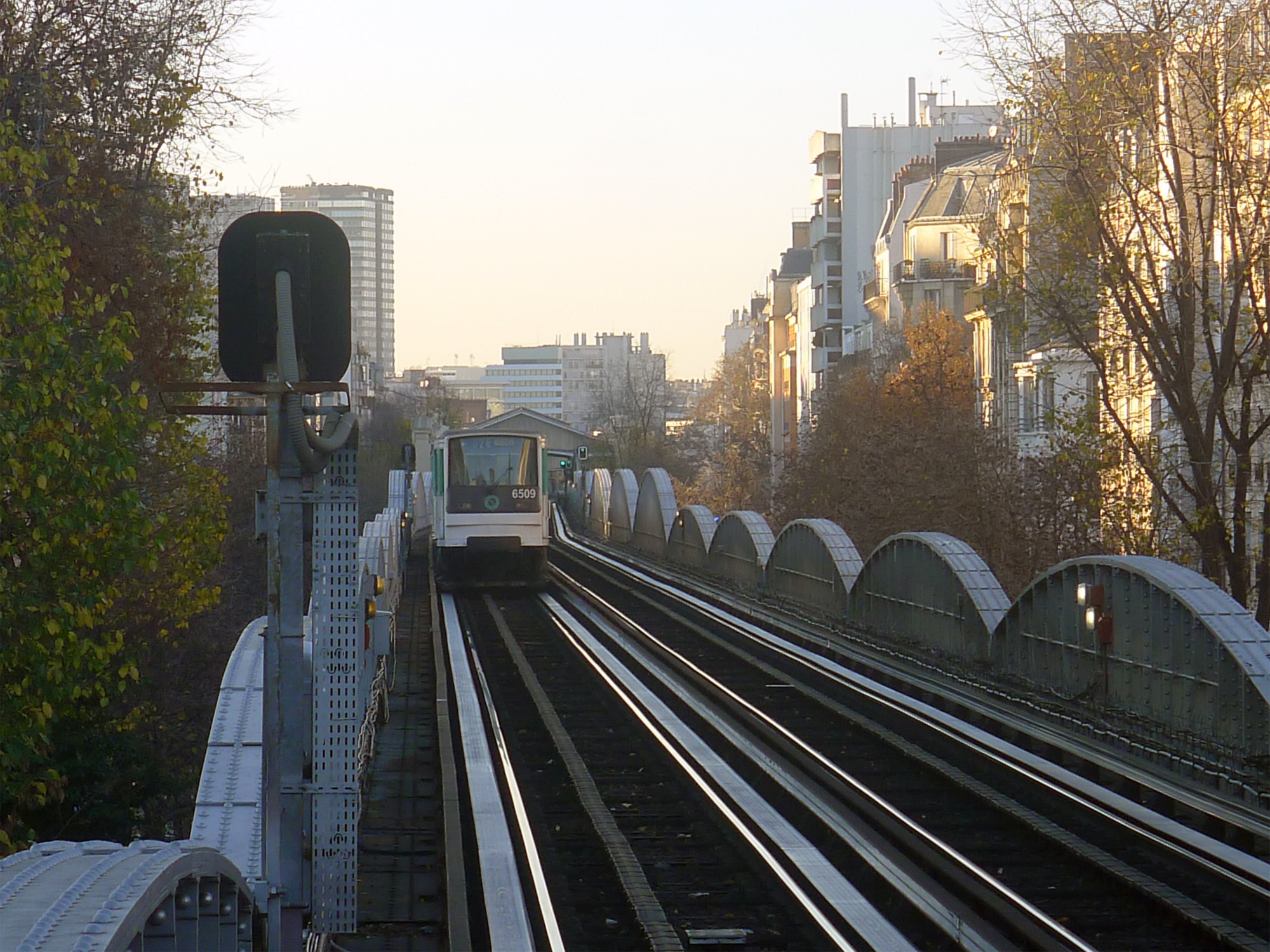
Arrivée d'une rame en provenance de la station Cambronne.